# Pseudocarcharias kamoharai
Pseudocarcharias kamoharai – gatunek morskiej ryby lamnokształtnej, jedyny przedstawiciel rodziny Pseudocarchariidae i rodzaju Pseudocarcharias. Gatunek głębinowy, odkryty w 1936. Zamieszkuje ciepłe wody oceaniczne.

## Występowanie
Występuje w wodach pomiędzy równoleżnikami 40°N - 40°S. Zazwyczaj przebywa w wodach o głębokości do 200 metrów, jednak zaobserwowano go również na głębokości 590 metrów.

## Cechy charakterystyczne
Dojrzały osobnik mierzy około 90 centymetrów, natomiast największy zaobserwowany osobnik miał 122 centymetr. 
Ciało dołem wrzecionowate, grzbiet wyprostowany. Długi pysk z otworem gębowym zachodzącym za oczy. Dwie płetwy grzbietowe bez kolców. Heterocerkalna płetwa ogonowa. Pięć par długich szczelin skrzelowych. Duże oczy. Dorastają do 1 m długości.
Młode po urodzeniu mają 40-43 centymetry długości. 